# Ernst Hürlimann

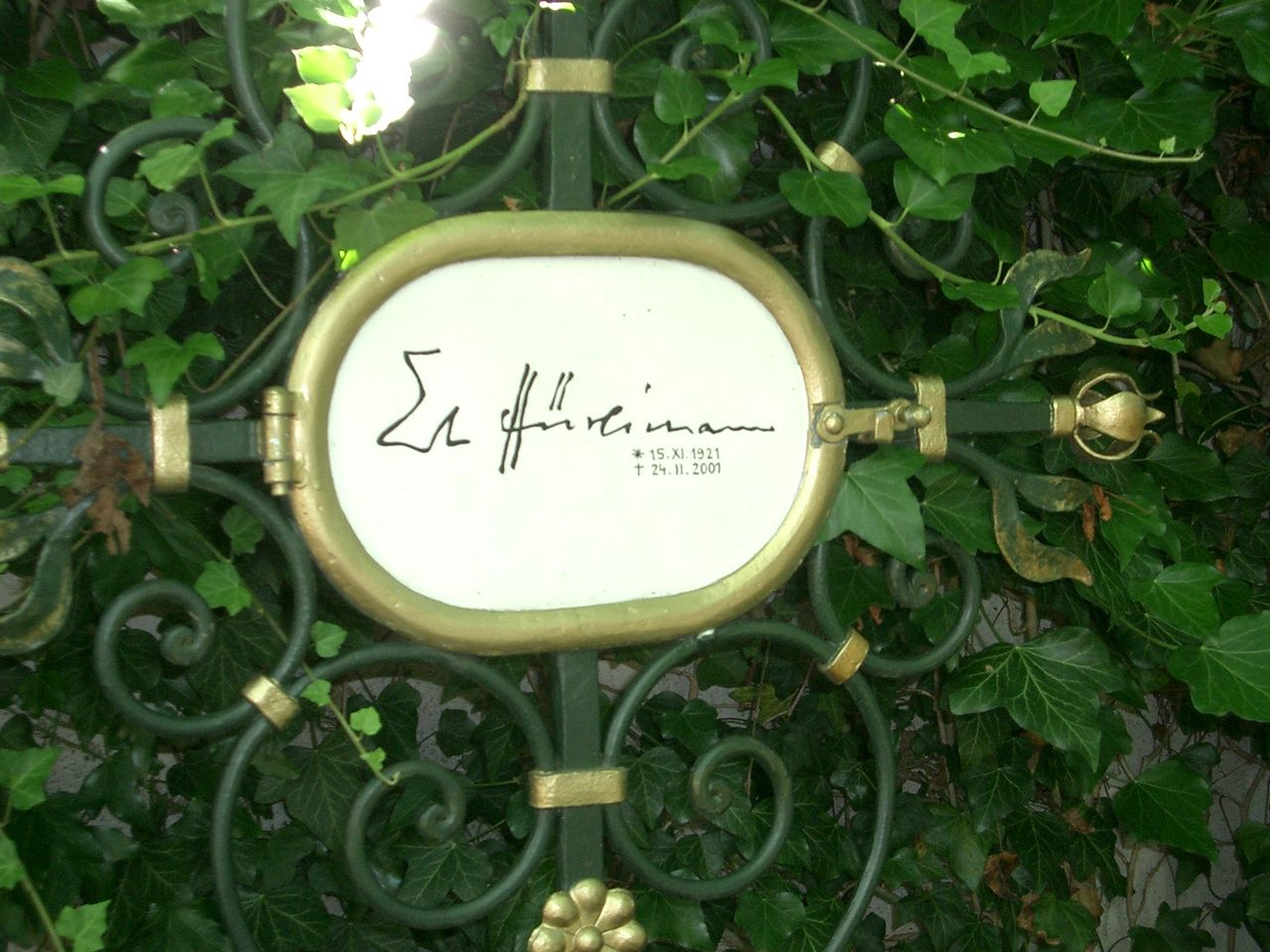
Grab Nr. 41 auf dem Bogenhausener Friedhof

Ernst Hürlimann (* 15. November 1921 in Oberstaufen im Allgäu; † 24. Februar 2001 in München) war ein deutscher Architekt und Karikaturist. Er studierte an der Blocherer Schule in München.
Hürlimanns Zeichnungen waren meist unpolitisch, vielmehr nahm er den Alltag in München und vor allem in Schwabing zum Ziel seiner Karikaturen.
Viele seiner über 3.000 Zeichnungen wurden in den Wochenendausgaben der Süddeutschen Zeitung veröffentlicht. Seine bekannteste Figur ist der „Blasius“, die Illustration von Siegfried Sommers Lokalkolumne Blasius, der Spaziergänger. 1970 wurde Hürlimann mit dem Schwabinger Kunstpreis ausgezeichnet.
Als Architekt war Hürlimann in München von den 1960er bis 1980ern unter anderem für die Neue Heimat in den entstehenden Münchner Trabantenstädten zunächst im Hasenbergl, später auch in Neuperlach tätig. Von Hürlimann stammt dort unter anderem das Einkaufszentrum pep.
Ernst Hürlimann ist auf dem Bogenhausener Friedhof in München beerdigt (Grab Mauer links Nr. 41).

## Architektur
- 1968: mit Ernst Barth und Gordon Ludwig: Wohnanlage – Freischützstraße[2]
- 1972: Hotel Königshof in München, Umgestaltung als Symbol einer Bauepoche[3] (Abriss 2019)
- 1985: mit Ludwig Wiedemann: Seehaus im Englischen Garten[4]

## Publikationen (Auszug)
- Ernst Hürlimann's Lebenshilfen Gesundheit, München
- Der ideale Hobby-Gärtner, München
- mit Helmut Seitz: Ernst Hürlimann's Handbuch für Träumer. München, ISBN 3-7634-0624-7.
- mit Bernhard Pollak: Eahm schaug o oder nun sieh dir den mal an. München, ISBN 3-7991-6170-8.
- mit Bernhard Pollak: Ja, so san s' oder Ja, so sind sie: Aus dem Alltag eines Millionendorfs. Feder Verlag G. Tomkowitz, 1960, München